# Halecium inhacae
Halecium inhacae is een hydroïdpoliep uit de familie Haleciidae. De poliep komt uit het geslacht Halecium. Halecium inhacae werd in 1958 voor het eerst wetenschappelijk beschreven door Millard. 